# Мерида, Карлос

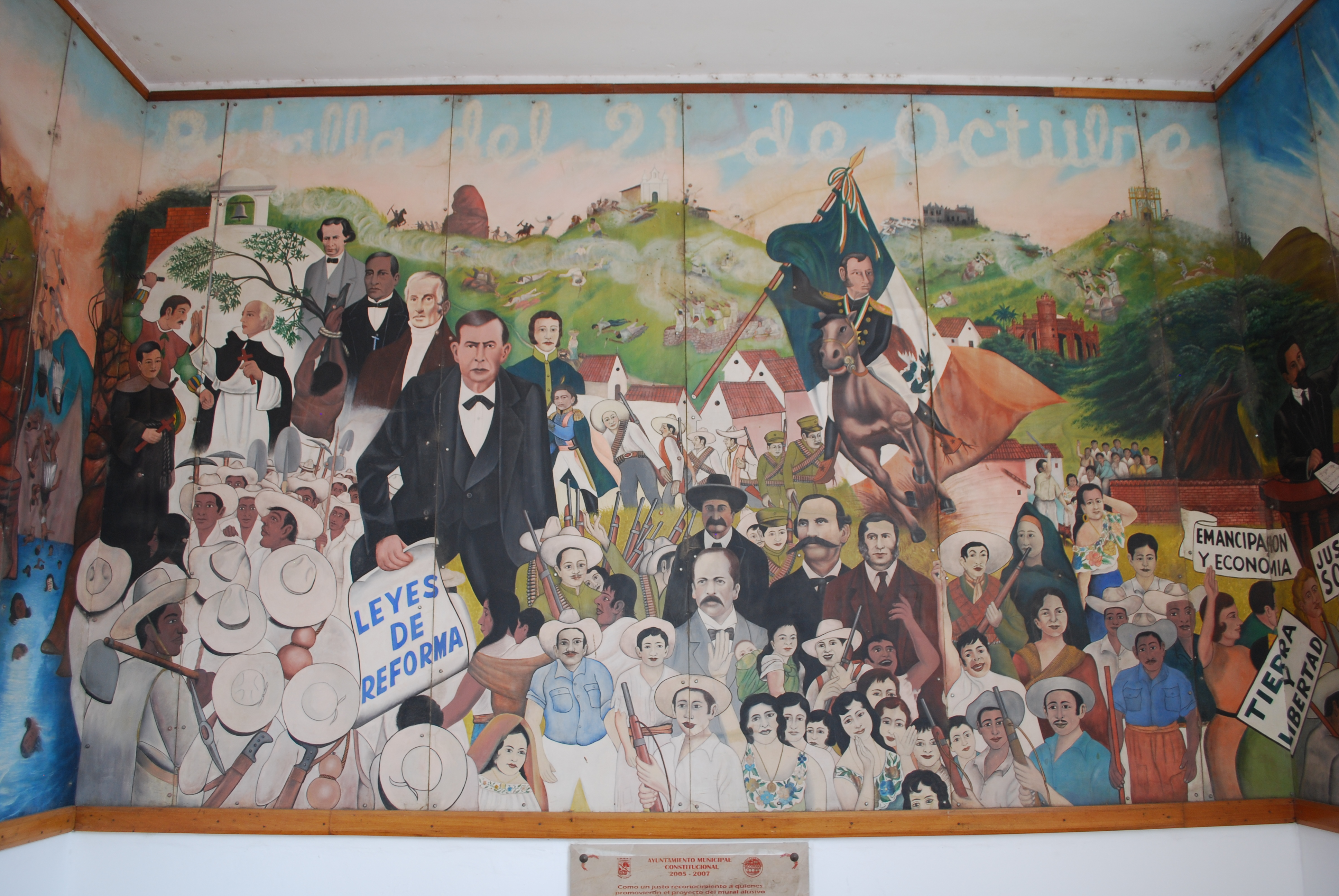
Настенная роспись в мэрии г. Чьяпа-де-Корсо

Ка́рлос Ме́рида (исп. Carlos Mérida; 2 декабря 1891, город Гватемала, Гватемала — 21 декабря 1985, Мехико, Мексика) — гватемальско-мексиканский живописец, литограф и скульптор. Известный представитель мексиканского мурализма.

## Биография
Имел корни майя-киче. Сперва обучался в Институте искусств Артезиании, где встретил и с юности подружился с Хайме Сабартесом и Карлосом Валенти Перриллатом.
В 1910 году вместе с ними отправился в Европу. Учился живописи в Париже (1910—1914). С 1912 года посещал уроки в Академии Витти. В Париже повстречался и поддерживал дружеские отношения с Пабло Пикассо, Кес ван Донгеном, Эрменехильдо Англада Камарасой. После начала Первой мировой войны в 1914 году вернулся в Америку, где в Гватемале состоялась его первая выставка.
В 1919 году он женился на Далиле Гальвес против воли своей семьи, что стало причиной его отъезда в Мексику. С 1920 года жил в Мехико. В 1920-х годах был членом Синдиката революционных живописцев, скульпторов и гравёров в Мексике, где работал помощником Диего Риверы.
В 1930—1933 годах преподавал в Национальной школе пластических искусств в Мехико. Много работал в США, Мексике, странах Европы. В 1940 году принял участие в международной выставке сюрреалистов в Мексике. С 1942 года преподавал в Северо-Техасском государственном учительском колледже в Дентоне, позже в Университете Северного Техаса.

## Творчество
Художник-монументалист. Автор ряда настенных росписей и мозаики, в его работах ощутимо влияние не только на кубизма, но и элементов доколумбового искусства коренных народов Латинской Америки.
Произведения К. Мериды, часто навеянные народной жизнью и фольклором, выполнены в обобщённой силуэтно-плоскостной (в 1950-е годы в абстрактной) манере: росписи детской библиотеки Министерства образования в Мехико (1923), «Профили» (акварель, 1928), «Образы Гватемалы» (50 гравюр, 1936), «Карнавал в Мехико» (1939), серии «Из старых мифов майя», «Скульптурные вариации на ацтекские темы», «Танцы Мексики» (1938, 10 литографий) и др. К сожалению, одна из его главных работ, росписи жилого комплекса Бенито Хуарес, площадью более 4000 m², была полностью разрушена в результате землетрясения в Мехико в 1985 году.
Автор книги «Современные мексиканские художники» (1937).

## Признание
В 1957 году Мерида выиграл приз на IV Биеннале в бразильском Сан-Паулу. Первым крупным признанием художника стало награждение орденом Кетцаля от правительства Гватемалы. За этим последовало присвоение ежегодной премии в области искусства Института изящных искусств в Гватемале. Первая ретроспектива Карлоса Мериды была организована Банком Гватемалы в 1966 году.
В 1980 году Мерида удостаивается высшей награды Мексики для иностранцев — Ордена Ацтекского орла.
Большие ретроспективы художника проводились во Дворце изящных искусств в 1981 году и в 1992 году. 
Работы Карлоса Мериды можно найти в крупных государственных и частных коллекциях по всему миру.

## Память
- Национальный музей современного искусства в городе Гватемала носит его имя.